# Terapia génica antirretroviral
La terapia génica antirretroviral se enfoca en modificar la información genética de las células haciéndolas resistente al virus de la inmunodeficiencia humana (VIH). Estudios han demostrado que esta terapia, ha aumentado considerablemente la expectativa de vida y ha mejorado la calidad de vida de la gente con VIH.

## Historia del virus
El 5 de junio de 1981, el Morbidity and Mortality Weekly Report publicó que los investigadores de los Centros para el Control y Prevención de Enfermedades (en inglés Centers for Disease Control and Prevention, CDC) de Atlanta, informaron sobre un aumento en el diagnóstico de casos de neumonía por Pneumocystis carinii y de Sarcoma de Kaposi en homosexuales jóvenes que tuvieron sexo en EE. UU. El 3 de julio de 1981, se hizo pública la noticia. La historia del sida comenzaba. La infección fue inmediatamente asociada con homosexuales. En 1982 el CDC relacionó la transmisión de la enfermedad con las transfusiones de sangre, y Bruce Voeller, exdirector de la National Gay Task Force propuso llamar a la nueva enfermedad Síndrome de Inmunodeficiencia Adquirida (sida). Se identificó el virus responsable del sida en 1984: se lo llama VIH, un virus que puede transmitirse por sangre o por vía sexual. Un año más tarde el CDC lleva a cabo la I Conferencia Internacional de sida en Atlanta y se demuestra la transmisión heterosexual. Tres años después la Organización Mundial de la Salud (OMS) puso en marcha su Programa Global sobre sida, y la Asamblea Mundial de la Salud aprobó una estrategia global para la lucha contra la epidemia. La Administración de Alimentos y Medicamentos (en inglés Food and Drug Administration, FDA), luego de diversas presiones, redujo el tiempo de aprobación de las drogas contra el sida. La primera droga antirretroviral fue la Zidovudina (AZT). En 1988, se establece el 1 de diciembre como Día Mundial de la Lucha contra el Sida.

## Microbiología
Taxonomía
El virus de la inmunodeficiencia humana (VIH) es un virus ARN perteneciente a la familia Retroviridae. El VIH-1 es el responsable de la inmensa mayoría de los casos en nuestro medio, y en él se reconocen tres grupos: M, N y O; estos dos últimos solo se han identificado en África. El grupo M, a su vez, se divide en nueve subtipos (de A a I), siendo el A el más prevalente a nivel mundial y el B el más frecuente en Europa y América. El VIH-2 presenta mayor homología evolutiva con el virus de la inmunodeficiencia en simios (VIS) y que causa una infección menos agresiva.
Estructura Viral
El virión del VIH es una partícula esférica, que contiene en su interior una cadena de ARN junto con la maquinaria enzimática (transcriptasa inversa e integrasa) que le permite su paso a ADN en el citoplasma de la célula huésped, y la posterior integración de este material en el genoma de dicha célula. Alrededor del ARN se encuentra una estructura proteica, denominada nucleoide o core, donde se sitúa la proteína p24. Más externamente se sitúa la cápside icosaédrica interna (sintetizada junto a p24 a partir del gen gag) con la proteína p18 y, por último, la membrana externa, derivado lipídico de la célula huésped y donde se insertan las proteínas de superficie del virus (gp120 y gp41) que son las que facilitan la infección de nuevas células. 

## Infección por VIH
Transmisión
Existen solo tres mecanismos de transmisión de la infección por VIH:
1. Transmisión sexual: las relaciones sexuales sin protección con una persona infectada por el VIH constituyen la vía más frecuente de transmisión a nivel mundial. La práctica sexual más eficiente para la infección es el coito anal receptivo.
2. Transmisión parenteral: el uso compartido de jeringas entre usuarios de drogas por vía parenteral supuso un mecanismo de transmisión muy importante en los primeros años de la pandemia, si bien su importancia relativa ha disminuido gracias a la implementación de programas de control.[3]
3. Transmisión vertical o perinatal: la transmisión se puede producir durante el embarazo, en el momento del parto y mediante la lactancia materna.

Células diana del VIH
Una vez producida la infección por las vías previamente citadas, tiene lugar la invasión de las llamadas “células diana del VIH”, que son aquellas que exhiben en su superficie estructuras proteicas (el receptor CD4) a las que se une la proteína gp120 de la membrana externa del virus. Este reconocimiento induce un cambio conformacional que permite que el virus penetre en el interior de la célula huésped mediante un proceso de absorción, fusión e internalización. Hay dos tipos de células que tienen esas proteínas en su superficie: los linfocitos T-CD4+ (linfocitos helper o de ayuda) y las células del sistema monocítico-macrofágico (monocitos, macrófagos y células derivadas, como las células dendríticas, las de Langerhans, las de Küpffer del hígado o la microglía del SNC). A su vez, junto al receptor principal debe existir un correceptor para que el VIH pueda fusionarse y penetrar en la célula huésped. Los principales correceptores son el CCR5 y el CXCR4. El uso de uno u otro define el denominado tropismo viral, que podrá ser R5, X4 o dual/mixto. Las quimiocinas son los ligandos naturales de estos correceptores.

## Terapia antirretroviral
Desde el año 1996, con la potenciación de la terapia retroviral altamente efectiva, se han dado cambios significativos al tratamiento del VIH/sida. Entre las características más importante de los nuevos fármacos destacan: mayor potencia, nuevos mecanismos de acción, menor toxicidad y combinaciones de esto que actúan sinérgicamente.
Hay que destacar que la terapia antirretroviral disponible en la actualidad no elimina el virus del organismo, pero puede prolongar la vida y el buen estado de salud al suprimir la replicación del VIH y, por consiguiente reducir sus efectos nocivos sobre el sistema inmunitario. Terapia resulta beneficiosa si: se presentan síntomas y si el recuento de CD4 es alrededor de 350 células/mm3.
- Inhibidores de la transcriptasa inversa: impiden producir ADN a partir de ARN viral. Hay tres tipos: inhibidores análogos nucleósidos, inhibidores de transcriptasa no nucleósidos e inhibidores de transcriptasa análogos de nucleótido
- Inhibidores de la proteasa: impiden replicación viral, inhiben proteasa requerida para ensamblaje de viriones.
- Inhibidores de la entrada: previenen la entrada del virus a células no infectadas
- Inhibidores de la integrasa: no dejan que el ADN viral se incorpore al ADN de la célula huésped
- Inhibidores de la adhesión: previenen la unión del virus a los receptores (CD4) y coreceptores de membrana de la célula sana, evitando así su ingreso.
- Anticuerpos monoclonales: anticuerpos contra el correceptor anti-CCR5, evitan la entrada del virus. Actualmente, en estudios.

La terapia se empieza con una combinación de fármacos, con esto se asegura que incrementen el número de barreras para que el virus se replique e infecte más células sanas.
Hay que tomar en cuenta que fármacos pueden crear resistencia, como el VIH se replica con velocidad relativamente alta, es muy probable que se generen y acumulen mutaciones en proteínas, cuando esto sucede los medicamentos ya no tienen el mismo efecto porque los sitios de acción cambian estructuralmente, haciendo que la interacción fármaco-sitio de acción disminuya en afinidad y por consiguiente no ejerza el mismo resultado. Esto se considera significativo cuando la carga viral pasa de ser indetectable a estar por sobre las 50 copias/mL en sangre (puede ser variable y se intercalan periodos de carga viral indetectable a mayor de 50 copias/mL). En este caso se debe cambiar la combinación de medicamentos

## Terapia génica
El conocimiento de los mecanismos que regulan el funcionamiento de los genes es la puerta de entrada para indagar en nuevas formas de corregir ciertas modificaciones en el ADN, que son el origen de muchas patologías, entre las cuales tenemos la infección por VIH. La terapia génica, consiste en introducir genes que corrijan ciertos dichos errores.
La terapia génica tiene muchas utilidades, entre las más usadas tenemos: Seguimiento de células por marcaje genético, terapia en enfermedades adquiridas, como en el VIH y cáncer, enfermedades cuya falla genética produzca una deficiencia de proteínas necesarias y cuya suplencia en la ingesta no sea suficiente. Hay terapias genéticas de dos tipos: génica somática (modificación genética en células somáticas del individuo) y terapia génica germinal (modificación en células germinales del paciente). Una de las diferencias entre ambas es que en la terapia génica germinal, los genes modificados serán hereditarios, en la terapia génica somática los cambios genéticos serán solo en el individuo y no tendrán repercusión en su descendencia. En la terapia génica se usan vectores para introducción nuevos genes en el material genético de la persona Se puede solo añadir material genético (adición) o añadir y sustituir (recombinación). Entre los vectores más usados tenemos: Virus, retrovirus, adenenovirus, virus adenoasociados, virus del herpes entre otros. Cabe señalar que se les saca el material genético patógeno para introducirle el material útil para el tratamiento. También existen métodos no virales, como la adición de material genético directamente en una inyección intramuscular (inyección de plásmidos), la inclusión de cromosomas artificiales, entre otros. Los métodos combinados son combinación de dos o más métodos. Las células objetivo o diana deben ser de vida media larga, ya que no tendría sentido hacer una modificación que dure por una cantidad pequeña de tiempo. También hay que considerar el estado por el cual estén pasando las células (división o quiescente), porque hay vectores como los retrovirus que realizan su acción solo en división. Las células recomendables para el tratamiento son las células madres, por su efecto a largo plazo. Entre los tipos celulares más ocupados tenemos: linfocitos (media vida larga y fácil acceso), epitelio respiratorio, hepatocitos, fibroblastos dérmicos, células musculares. También es afectoso a nuestra salud.

## Investigación actual
Biomolecular sobre el virus
La biología molecular ha aportado comprensión acerca de los componentes del virus, lo cual ha permitido el desarrollo de los fármacos antirretrovirales que se usan hoy, todos los cuales se enfocan a alguna molécula participante en la infección, replicación o transmisión del virus. Aún hoy se continúa estudiando los componentes del virus y las particularidades de sus cepas que les otorgan resistencia, lo cual a futuro podría aplicarse en el desarrollo de nuevos fármacos o terapias. Un ejemplo de esto fue la reciente identificación de un gangliosido particular de la membrana del VIH, el cual se demostró induce su captura por células dendríticas para su posterior transporte y presentación a linfocitos CD4. Esta investigación realizada por el Instituto de Investigación del Sida IrsiCaixa fue publicada el 14 de abril de 2012 en la revista internacional PLoS Biology. La infección del linfocito CD4 permite al virus incapacitar la respuesta inmune específica, lo que impide al organismo defenderse contra este mismo y eventualmente ocasiona el sida.
La terapia antirretroviral altamente activa (HAART)
Esta terapia ha mejorado en la última década, con fármacos más eficaces que permiten mantener niveles de viremia cada vez menores, tienen menor toxicidad y efectos secundarios y son de fácil administración. La desventaja es que al interferir con los mecanismos de replicación y transmisión del virus, pero no eliminarlo de los reservorios en que se inmortaliza en el organismo, la terapia debe ser mantenida y por ello es considerada un tratamiento y no una cura. Debido a su menor toxicidad y efectos secundarios, algunos fármacos se utilizan hoy profilácticamente, en casos de exposiciones de riesgo o para prevenir contagio en parejas serodiscordantes (parejas en que solo un miembro tiene VIH). Nuevos fármacos se encuentran en fases de desarrollo y de pruebas. Existen ensayos clínicos para nuevos fármacos, así como para nuevos protocolos de administración. Al comenzar la terapia en distintas fases del desarrollo de la enfermedad se puede retrasar la consolidación del sida o su gravedad, debido a la menor toxicidad y efectos secundarios, hoy se comienza la terapia antirretroviral más tempranamente. Además existen ensayos probando la eficacia de distintas combinaciones de fármacos, puesto que al tener distintos sitios de acción e interactuar entre sí farmacodinamica y farmacocineticamente, diferentes combinaciones pueden lograr mayor sinergia o ser menos efectivas. Un ejemplo de esto es el ensayo clínico en fase piloto que está siendo realizado por la Universidad de North Carolina en colaboración con Janssen Farmaceuticals. El estudio se encuentra actualmente reclutando participantes y busca evaluar la viremia de pacientes VIH positivos en fase aguda de la infección con tratamiento combinado de Darunavir/Ritonavir y Etravirine.
Vacunas
Además de los fármacos antirretrovirales, actualmente se desarrollan vacunas, preventivas y terapéuticas. Las vacunas preventivas son administradas en ensayos clínicos a grupos de riesgo, para monitorear si su índice de contagio es menor y las terapéuticas a pacientes VIH positivo para monitorear si la progresión de su enfermedad se ve alterada. Wyeth-Lederle una subdivisión de laboratorios Pfizer completó recientemente un estudio para probar la seguridad y efectos de su nueva vacuna GENEVAX-HIV en pacientes VIH seronegativos.

## Posibilidades y proyecciones
Proyectándonos hacia el futuro a partir de los avances actuales en el tratamiento de la infección por VIH y en biotecnología, es de esperarse que lo más próximo será ver nuevos fármacos antirretrovirales, nuevas combinaciones, protocolos y mayor uso profiláctico de estos. También mayores avances en la terapia farmacológica complementaria no retroviral, para tratar los efectos secundarios de la infección y de la misma terapia antirretroviral. El ideal a futuro es la erradicación de la enfermedad, lo cual es prácticamente imposible sin alcanzar una cura funcional del VIH o una vacuna preventiva altamente eficaz. Las posibilidades a futuro para curar en VIH al menos funcionalmente de acuerdo al Dr. Patrick Yeni en la 18.ª Conferencia Sobre Retrovirus e Infecciones Oportunistas «15 años de la HAART: ¿qué nos depara el futuro?» se orientan hacia la purga o destrucción de reservorios de VIH latentes, la manipulación de la respuesta inmune específica al VIH y/o silenciar los genes del VIH, por medio de terapia génica.